# 385 Ilmatar
Ilmatar (asteroide 385) é um asteroide da cintura principal com um diâmetro de 91,53 quilómetros, a 2,48691452 UA. Possui uma excentricidade de 0,12656956 e um período orbital de 1 754,88 dias (4,81 anos).
Ilmatar tem uma velocidade orbital média de 17,65129112 km/s e uma inclinação de 13,5650011º.
Esse asteroide foi descoberto em 1 de Março de 1894 por Max Wolf.